# 正單鏈RNA病毒
正单链RNA病毒（英語：positive-sense single-stranded RNA virus）又稱(+)ssRNA virus、正义单链RNA病毒、單股正鏈RNA病毒、單正鏈RNA病毒，其基因组为一条正义的单链RNA，病毒体本身不携带RNA複製酶。

## 遗传信息传递过程
1. 正链RNA进入宿主细胞后，一些直接作为mRNA链指导蛋白质的合成；这些蛋白质产物有依赖RNA的RNA聚合酶（RdRp）及衣壳蛋白。
2. 另一些正链RNA可以通过此RdRp酶的作用，生成负链，形成双链形式的复制型中间体；接着此双链可以解链，再以负链为模板，在RdRp作用下，生成大量新的正链RNA，达到复制的目的。
3. 生成的正链可作为mRNA，指导蛋白质的合成或作为病毒基因组。
4. 衣壳蛋白包裹正链RNA，组装形成子代病毒。[6][5][4]

## 分类
網巢病毒目（Nidovirales）：成套（套式）病毒目
- 动脉炎病毒科（Arteriviridae）
- 冠狀病毒科（Coronaviridae）
- 海洋病毒科（Mesoniviridae）
- 桿狀套病毒科（Roniviridae）

小核糖核酸目（Picornavirales）
- 二順反子病毒科（Dicistroviridae）
- 传染性软化病毒科（Iflaviridae）
- 海洋RNA病毒科（Marnaviridae）
- 微小核糖核酸病毒科（Picornaviridae）：小核糖核酸病毒科
- 伴生豇豆病毒科(Secoviridae)
  - 豇豆花叶病毒亚科（Comoviridae）
- Bacillarnavirus
- Labyrnavirus

芜菁黄花叶病毒目(Tymovirales)
- 甲型线形病毒科（Alphaflexiviridae）
- 乙型线形病毒科(Betaflexiviridae)
- 丙型线形病毒科(Gammaflexiviridae)
- 蕪菁發黃鑲嵌病毒科（Tymoviridae）

（以下未设目）
- Alphatetraviridae
- 蜂窩狀病毒科（Alvernaviridae）
- 星狀病毒科（Astroviridae）
- 桿菌狀核糖核酸病毒科（Barnaviridae）
- 甜菜壞死黃脈病毒科Benyviridae
  - 甜菜壞死黃脈病毒屬（Benyvirus）-代表種：甜菜壞死葉脈變黃病毒（Beet necrotic yellow vein virus）
- 雀麥花葉病毒科（Bromoviridae）
- 杯狀病毒科（Caliciviridae）：嵌杯病毒科
- Carmotetraviridae
- 修道院病毒科（Closteroviridae）
- 黃病毒科（Flaviviridae）
- 肝炎病毒科（Hepeviridae）
- 低毒性病毒科（Hypoviridae）：
  - 低毒性病毒属（Hypovirus)
- 光滑病毒科（Leviviridae）：光滑噬菌體科
- 黃症病毒科（Luteoviridae）
- 裸露核糖核酸病毒(Narnaviridae)
- 野田病毒科('Nodaviridae')
- 派氏病毒科（Permutotetraviridae）
- 馬鈴薯Y病毒科（Potyviridae）
- 披衣病毒科（Togaviridae）
- 番茄叢矮病毒科（Tombusviridae）
- 帚状病毒科(Virgaviridae): 植物杆状病毒科
  - 菸草鑲嵌病毒屬（Tobamovirus）-代表種：菸草鑲嵌病毒（Tobacco mosaic virus）
  - 菸草脆裂病毒屬（Tobravirus）-代表種：菸草脆裂病毒（Tobacco rattle virus）
  - 大麥病毒屬（Hordeivirus）大麥蛋白病毒屬-代表種：大麥條紋鑲嵌病毒（Barley stripe mosaic virus）
  - 真菌傳桿狀病毒屬（Furovirus）-代表種：土傳小麥鑲嵌病毒（Soil-borne wheat mosaic virus）
  - 花生叢簇病毒屬（Pecluvirus）-代表種：花生矮叢矮病毒（Peanut clump virus）**馬鈴薯病毒屬（Pomovirus）馬鈴薯拖把（帚）狀頂部病毒屬-代表種：馬鈴薯拖把狀頂部病毒（Potato mop-top virus）[7]

（以下未設科）
- 柑橘粗糙病毒屬（Cilevirus）
- 木槿綠斑病毒屬（Higrevirus）
- 懸鈎子病毒屬（Idaeovirus）-代表種：覆盆子叢矮病毒（Raspberry bushy dwarf virus）（木莓；紅刺莓）
- 欧尔密病毒属(Ourmiavirus)
- 一品红潜隐病毒属(Polemovirus)
- 南方菜豆花葉病毒屬（Sobemovirus）-代表種：南方豆鑲嵌病毒（Southern bean mosaic virus）

## 外部連結
- ViralZone （页面存档备份，存于）
- Replication Strategy of ss(+)RNA Viruses